# Rackham, England
Rackham är en by i civil parish Parham, i distriktet Horsham, i grevskapet West Sussex i England. Byn är belägen 21 km från Chichester. Rackham var en civil parish fram till 1933 när blev den en del av Parham. Civil parish hade 114 invånare år 1931.